# Per Carleson
Per Hjalmar Ludvig Carleson (ur. 11 lipca 1917 w Sztokholmie, zm. 8 czerwca 2004 w Göteborgu) – szwedzki szpadzista, dwukrotny medalista olimpijski i wielokrotny medalista mistrzostw świata.
Na igrzyskach olimpijskich w Londynie w 1948 roku wspólnie ze Svenem Thofeltem, Frankiem Cervellem, Carlem Forssellem, Bengtem Ljungquistem i Arne Tollbomem wywalczył brązowy medal w turnieju drużynowym. Na rozgrywanych cztery lata później igrzyskach olimpijskich w Helsinkach Szwedzi w składzie: Per Carleson, Carl Forssell, Bengt Ljungquist, Berndt-Otto Rehbinder, Sven Fahlman i Lennart Magnusson zajęli drugie miejsce w szpadzie drużynowej. W turnieju indywidualnym był siódmy. Brał też udział w igrzyskach olimpijskich w Melbourne w 1956 roku, gdzie drużynowo odpadł w pierwszej rundzie, a indywidualnie ponownie zajął siódme miejsce.
Podczas mistrzostw świata w Lizbonie w 1947 roku wspólnie ze Svenem Fahlmanem, Carlem Forssellem, Bengtem Ljungquistem i Svenem Thofeltem zdobył srebrny medal w zawodach drużynowych. W tej samej konkurencji Szwedzi z Carlesonem w składzie zdobywali też srebrne medale na mistrzostwach świata w Kairze (1949) i mistrzostwach świata w Luksemburgu (1954) oraz brązowe na mistrzostwach świata w Monte Carlo (1950) i mistrzostwach świata w Sztokholmie (1951). Ponadto zdobył brązowy medal indywidualnie na MŚ 1949, plasując się za Włochem Dario Mangiarottim i Francuzem René Bougnolem.
Pełnił funkcję chorążego reprezentacji Szwecji na IO 1948 i IO 1956.